# Петко Димитров
Петко Стоянов Димитров (16 вересня 1944 року, село Новачене, Софійська область — 29 квітня 2023) — болгарський морський геолог і океанолог з Інституту океанології Болгарської академії наук в Варні .

## Біографія
У 1969 році закінчив Софійський університет «Св. Климента Охридського », геолого-географічний факультет, спеціальність геологія-геохімія. З 1969 по 1975 рік працював на урановому руднику «Єлешниця» заступником начальника. У 1975 році він виграв конкурс на посаду наукового співробітника і поступив на роботу в Інститут океанології - БАН. У 1979 р захищає дисертацію на тему «Формування опадів периферичної області шельфу західної частини Чорного моря в четвертинний час» під керівництвом академіка В. С. Ястребова і професора AA Аксьонова в Інституті океанології ім. П. П. Ширшова, Москва . 
Працював в Інституті океанології Болгарської академії наук в Варні . У 1977-1984 рр. вчений секретар, в 1984-1993 рр. заступник директора, в 1997-2009 рр. завідувач відділом морської геології і археології. Ввів нові для Болгарії наукові дисципліни - «морська геологія» і «геоархеологія».
Він керував і брав участь в більш ніж 30 міжнародних експедиціях в Чорному морі : Радянсько-Болгарські науковці Експедиція 1977-1985 р .; (з доктором Робертом Баллардом, 2001, 2002 рр. ; Океанографічний інститут Вудс-Хоул, 2006 р  ; Вільям Б. Райан [Архівовано 27 червня 2017 у Wayback Machine.]  2009 2011 - проект DO 02 - 337 «Стародавні берегові лінії Чорного моря і умови для людської присутності», який фінансується Дослідницьким фондом Міністерства освіти і науки Болгарії  ). Це сама сенсаційна, але і сама суперечлива знахідка в болгарській археології, так звана «Тарілка Ноя». Вона була Виявлена 15 липня 1985 року в глибині близько 93 метрів в 65 кілометрах від Варни. Підтвердити його справжність досі нікому.
Брав участь в Радянсько-Болгарських наукових експедиціях в Тихий океан ( НІС «Дмитро Менделєєв» 1982 р ), Атлантичний океан і Середземне море (НІС «Витязь» 1984 р ).
Перший болгарський учений, який вивчав залізо-марганцеві конкреції (IRC) в Тихому океані.
Є оригінальні дослідження, пов'язані з « Потопом в Чорному морі » 
Викладав морську геологію, літологію і геохімії в Вищому військово-морському училищі імені Миколи Вапцарова і Варненськом вільному університеті імені Чорноризця Хоробра. Викладач Болонського університету при Університетському консорціумі за фахом «Підводна археологія».
Іноземний член НАН України . Почесний громадянин міста Варна, 2013 р
Сфери наукових інтересів: геологія, геохімія, морська геологія, геокатастрофіческіе явища, альтернативні сировинні та енергетичні ресурси з дна Чорного моря, морська історія і археологія, уранові корисні копалини і видобуток урану.
Автор і співавтор понад 150 наукових статей і книг. Цитат: більш 1300. 
Він є творцем ідеї використання сапропелевих відкладень з дна Чорного моря в якості природного екологічного добрива і біологічних продуктів.  Патент БГ № 63868, реєстраційний номер № 104106.
Наукові нагороди: Орден «Кирило і Мефодій» II ступеня,  за реалізацію проекту «Кореляція геологічних, кліматичних і історичних подій в Чорному, Мармуровому і Середземному морях за останні 25000 років. (проект "Ной") »
- Брав участь у фільмах про потоп на Чорному морі - «BBC - Horizon - 1996 - Ноїв потоп», ZDF «Terra X 56 Die Sintflut», UFOTV «Темні таємниці Чорного моря» і National Geographic "На Чорному морі був потоп? Стародавні файли X з НГ "та інші.
- Він є співробітником Інституту стародавніх цивілізацій.
- Входив в Вищу атестаційну комісію (Наукова комісія з геолого-географічних наук) - 2 семестри.
- ДАНИНА ЖИТТЮ І ТВОРЧОСТІ ДРУГА ТА КОЛЕГИ ПЕТКО СТОЯНОВА ДИМИТРОВА (16.09.1944–29.04.2023). [12]